# Campiglione-Fenile
Campiglione-Fenile (piemonti nyelven Campijon e Fnil ,) egy település Olaszországban, Torino megyében.

## Történelem
1928-ban jött létre Campiglione és fenile községek egyesítésével.

## Fordítás
- Ez a szócikk részben vagy egészben  a   Campiglione-Fenile című olasz Wikipédia-szócikk fordításán alapul.  Az eredeti cikk szerkesztőit annak laptörténete sorolja fel. Ez a jelzés csupán a megfogalmazás eredetét és a szerzői jogokat jelzi, nem szolgál a cikkben szereplő információk forrásmegjelöléseként.